# دنی ارنسیا
دنی ارنسیا (انگلیسی: Dani Erencia؛ زادهٔ ۷ ژانویهٔ ۱۹۹۱) بازیکن فوتبال اهل اسپانیا است.
از باشگاه‌هایی که در آن بازی کرده‌است می‌توان به باشگاه فوتبال ژیرونا اشاره کرد.